# بهترین چیز لعنتی (ترانه)
«بهترین چیز لعنتی» (انگلیسی: The Best Damn Thing) ترانه‌ای از خوانندهٔ-ترانه‌سرای کانادایی آوریل لوین، برگرفته از سومین آلبوم استودیویی‌اش با همین نام (۲۰۰۷) است. ترانه در طول ژوئن ۲۰۰۸ به عنوان چهارمین و آخرین تک‌آهنگ از آلبوم در کشورهای اروپایی و برزیل منتشر شد. این ترانه را لوین و بوچ واکر نوشته‌اند و توسط واکر تهیه شده‌است. «بهترین چیز لعنتی» یک قطعه پاپ پانک دربارهٔ خود استواری زنان است.

## جدول‌های موسیقی
| جدول (۲۰۰۸)                                        | بهترین جایگاه |
| -------------------------------------------------- | ------------- |
| اتریش (او۳ تاپ ۴۰ اتریش)                           | ۵۱            |
| بلژیک (اولتراتیپ فلاندرز)                          | ۱۴            |
| بلژیک (اولتراتیپ والونی)                           | ۱۸            |
| کانادا (۱۰۰ تک‌آهنگ داغ کانادا)                     | ۷۶            |
| سی‌اچ‌آر/تاپ ۴۰ کانادا (بیلبورد)                     | ۲۲            |
| جمهوری چک (رادیو – تاپ ۱۰۰)                        | ۸۴            |
| آلمان (جدول‌های رسمی آلمان)                         | ۶۴            |
| ایالات متحده فوران‌کننده زیر ۱۰۰ آهنگ داغ (بیلبورد) | ۷             |
| پاپ ۱۰۰ ایالات متحده (بیلبورد)                     | ۸۱            |

## گواهینامه‌ها
| منطقه                            | گواهی  | واحد گواهی‌شده/فروش |
| -------------------------------- | ------ | ------------------ |
| برزیل (پرو موزیکا برزیل)         | پلاتین | ۶۰٬۰۰۰*            |
| * رقم فروش تنها بر پایهٔ گواهی‌ها. |        |                    |